# 氣槽
氣槽（日語：エアグルーヴ），是日本純種競賽馬匹。生涯活躍於距離賽事，曾於1997年贏得秋季天皇賞並於同年力壓一众雄馬當選日本馬王，而被稱為「女帝」。

## 出賽前
1993年4月6日出生於北海道早來町社台牧場早來分場（今安平町北部牧場），成長途中被馬主吉原貞敏購入。
1995年3月交由栗東訓練中心練馬師伊藤雄二訓練。

## 競賽生涯

### 3歲（現2歲）
1995年7月8日出戰札幌競馬場3歲新馬，由武豐策騎，最終於直路上未能超越Meiner Ransom獲得第二。
其後再度出戰3歲新馬戰，成功以5馬位大勝對手。
9月時，由於馬主吉原貞敏去世，氣槽之所有權轉移至其兒子吉原每文旗下。
10月29日出戰公開賽銀杏特別，雖然於進入直路後被阻擋處於不利位置，但仍然成功於騎師武豐的指示下巧妙突破，最終成功壓過對手奪冠。
12月3日出戰阪神三歲牝馬錦標，由於主戰騎師武豐選擇策騎另一匹賽駒Ibuki Perceive，因而由靳能代打策騎。比賽開始後，率先搶佔位置的Biwa Heidi選擇慢放，做出前1000米61.1秒的超慢步速。受到較慢節奏的影響下，雖然氣槽一直保持穩定的速度處於第二的位置，但並未能於直路上超越領先的Biwa Heidi，最終被對手一放到底下以1/2馬位差距落敗。

### 4歲（現3歲）
1996年首戰爲鬱金香賞，由來日客串的柏兆雷策騎。比賽途中其一直於先頭位置推進，並於直路上爆發末腳拋離對手，最終以5馬位大城Biwa Heidi成功復仇，奪得首個分級賽冠軍。
其後原本以櫻花賞目標，但於訓練時有發燒跡象以進入休養。
休養過後出戰優駿牝馬（日本橡樹大賽），獲得第一人氣。比賽開始後，其中團位置追走，並逐步爬升至前方的位置。進入直路後，其隨即發力衝出搶佔領先位置，並成功抵擋後方櫻花賞冠軍Fight Gulliver的追擊，以1 1/2馬位優勢奪得首個分級賽冠軍，亦達成暌違42年的母女制霸。
夏季放草後於10月出戰秋華賞，獲得第一人氣。但比賽開始前於沙圈被閃光燈影響，受到驚嚇下狀態大跌，進入直路後即使騎師武豐不斷打鞭指揮其加速亦未有反應，最終於未能進一步加速以第十大敗。
完成賽事後經過醫療團隊檢查，發現其左前腳骨折，因而需要進入長期休養。

### 5歲（現4歲）
由於1997年時馬主吉原每文成立賽馬機構Lucky Field Co. Ltd.，氣槽之所有權再次轉移，馬主將以公司名義登記。
6月22日復出出戰人魚錦標，獲得第一人氣下以輕鬆的姿態贏得冠軍。
其後出戰札幌紀念，於最後直路成功爆發全場最快末腳，以2 1/2馬位優勢力壓對手獲得冠軍。
10月26日出戰秋季天皇賞，僅次上屆盟主吹波糖獲得第二人氣。比賽開始後其無視前方無聲鈴鹿的快放，於中團較前位置推進。通過第三彎道後，其趁無聲鈴鹿失速後開始發力，於進入直路後於外檔加速追擊前方的吹波糖。最終於其爆發末腳下成功以頸位壓過對手，成功奪得冠軍之餘，亦成爲首匹贏得秋季天皇賞的雌馬。
其後出戰日本盃，比賽途中一直保持穩定節奏於前方推進，可惜於直路被由內欄位置加速的必得時機超越，最終以頸位憾負得第二。
12月21日出戰有馬紀念，由於主戰騎師武豐選擇策騎另一匹由其主戰的賽駒美麗週日，因而由柏兆雷代打策騎。比賽開始後，其處於先頭位置推進，並於進入直路後成功加速。但此時後方的御用律師及美麗週日亦隨即衝刺，最終三匹賽駒同時衝線，而於照片判定下，其最終以頸位差距獲得第三。
年末，由於其於秋季的優秀表現，於評選中以全票192票當選最佳5歲及以上雌馬，更以82票當選日本馬王，爲繼1971年Tomei後再次有雌馬獲得此頭銜。

### 6歲（現5歲）
1998年首戰爲產經大阪盃，成功於最後直路爆發末腳獲得冠軍。
其後出戰鳴尾紀念，雖然於比賽途中成功爬升至到領先位置，但於最後直路被後上的Sunrise Flag超越獲得亞軍。
1998年7月12日出戰寶塚紀念，直路上雖然成功爆發末腳，但並未能追上一放到底的無聲鈴鹿及處於前方的黃金旅程，最終獲得第三。
夏季放草過後出戰札幌紀念，於直路上加速衝刺下追過領放的沉默獵人，成功達成連霸。
其後陣營考慮其春季賽事的狀態，決定避戰秋季天皇賞而轉戰雌馬限定的女皇伊利沙伯二世盃。然而由於主戰騎師武豐於賽前一星期策騎愛慕織姬出戰3歲新馬賽時因斜行犯規而被罰停賽，因而由橫山典弘代打策騎。比賽開始後，其於中團位置推進，並於進入直路後成功進佔有利位置。可惜其並未能超越前方的目白多伯及追夢，最終獲得第三。
11月15日出戰日本盃，僅次特別週獲得第二人氣。比賽途中雖然進佔有利位置，但於直路上未能超越率先衝出的神鷹，以2 1/2馬位落敗。
其後陣營安排其出戰有馬紀念作爲退役戰，但於比賽途中因蹄鐵脫落而受到影響，最終以第五完賽。
其後按照計劃退役，並取消日本中央競馬會的賽駒註冊。

### 詳細賽績
| 日期       | 舉辦國家 | 馬場 | 距離   | 級別 | 賽事名稱           | 負重 | 騎師     | 馬號 | 出馬 | 名次 | 時間   | 頭馬（二馬）       |
| ---------- | -------- | ---- | ------ | ---- | ------------------ | ---- | -------- | ---- | ---- | ---- | ------ | ------------------ |
| 8/7/1995   | 日本     | 札幌 | 草1200 |      | 3歲新馬            | 53   | 武豐     | 4    | 9    | 2    | 1:12.1 | Meiner Ransom      |
| 30/7/1995  | 日本     | 札幌 | 草1200 |      | 3歲新馬            | 53   | 武豐     | 3    | 7    | 1    | 1:12.0 | （大和德州）       |
| 29/10/1995 | 日本     | 東京 | 草1600 | OP   | 銀杏賞             | 53   | 武豐     | 1    | 11   | 1    | 1:35.8 | （Mountain Stone） |
| 3/12/1995  | 日本     | 阪神 | 草1600 | GI   | 阪神三歲牝馬錦標   | 53   | 靳能     | 9    | 11   | 2    | 1:35.4 | Biwa Heidi         |
| 2/3/1996   | 日本     | 阪神 | 草1600 | GIII | 鬱金香賞           | 54   | 柏兆雷   | 5    | 14   | 1    | 1:34.2 | （Biwa Heidi）     |
| 26/5/1996  | 日本     | 東京 | 草2400 | GI   | 優駿牝馬           | 55   | 武豐     | 15   | 18   | 1    | 2:29.1 | （Fight Gulliver） |
| 20/10/1996 | 日本     | 京都 | 草2000 | GI   | 秋華賞             | 55   | 武豐     | 17   | 18   | 10   | 1:59.8 | 傳說貂             |
| 22/6/1997  | 日本     | 阪神 | 草2000 | GIII | 人魚錦標           | 56   | 武豐     | 13   | 13   | 1    | 2:02.6 | （Sing Like Talk） |
| 17/8/1997  | 日本     | 札幌 | 草2000 | GII  | 札幌紀念           | 55   | 武豐     | 7    | 13   | 1    | 2:00.2 | （Erimo Chic）     |
| 26/10/1997 | 日本     | 東京 | 草2000 | GI   | 秋季天皇賞         | 56   | 武豐     | 12   | 16   | 1    | 1:59.0 | （吹波糖）         |
| 23/11/1997 | 日本     | 東京 | 草2400 | GI   | 日本盃             | 55   | 武豐     | 9    | 14   | 2    | 2:25.8 | 必得時機           |
| 21/12/1997 | 日本     | 中山 | 草2500 | GI   | 有馬記念           | 55   | 柏兆雷   | 12   | 16   | 3    | 2:34.9 | 御用律師           |
| 5/4/1998   | 日本     | 阪神 | 草2000 | GII  | 產經大阪盃         | 57   | 武豐     | 2    | 9    | 1    | 2:01.3 | （目白多伯）       |
| 21/6/1998  | 日本     | 阪神 | 草2000 | GII  | 鳴尾紀念           | 57   | 武豐     | 9    | 14   | 2    | 2:04.1 | Sunrise Flag       |
| 12/7/1998  | 日本     | 阪神 | 草2200 | GI   | 寶塚紀念           | 56   | 武豐     | 5    | 13   | 3    | 2:12.1 | 無聲鈴鹿           |
| 23/8/1998  | 日本     | 札幌 | 草2000 | GII  | 札幌紀念           | 58   | 武豐     | 4    | 12   | 1    | 1:59.5 | （沉默獵人）       |
| 15/11/1998 | 日本     | 京都 | 草2200 | GI   | 女王伊利沙伯二世盃 | 56   | 橫山典弘 | 3    | 14   | 3    | 2:13.1 | 目白多伯           |
| 29/11/1998 | 日本     | 東京 | 草2400 | GI   | 日本盃             | 55   | 横山典弘 | 1    | 15   | 2    | 2:26.3 | 神鷹               |
| 27/12/1998 | 日本     | 中山 | 草2500 | GI   | 有馬紀念           | 54   | 武豐     | 3    | 16   | 5    | 2:32.9 | 草上飛             |

## 退役後
退役後，氣槽成爲了繁殖雌馬，於北海道早來町（今安平町）北部牧場休養，在1999年配種。首匹子嗣Admire Groove於2000年出生，可於2002年出賽，11月10日已經在中央的新馬戰取勝。2003年9月21日，Admire Groove在玫瑰錦標取勝，成爲首匹勝出分級賽的子嗣。11月16日，Admire Groove於女王伊利沙伯二世盃取勝，成爲首匹勝出一級賽的氣槽子嗣。
2013年4月23日，於北部牧場產下第十一匹子嗣後Chopin發生內出血，最終因出血過多死亡，享年20歲。

### 主要子嗣

#### 一級賽優勝子嗣
粗體字為一級賽
2000年生
- Admire Groove（玫瑰錦標、兩次女皇伊利沙伯二世盃、人魚錦標、阪神牝馬錦標）

2007年生
- 統治地位（鳴尾紀念、日經新春盃、金鯱賞、美國賽馬會盃、女皇盃）

#### 分級賽優勝子嗣
2006年生
- 貴人善忘（長途馬錦標、鑽石錦標）

2008年生
- Gullveig（人魚錦標）

### 詳細繁殖資料
| 數目     | 馬名               | 出生年 | 性別 | 父系          | 練馬師                         | 馬主                 | 戰績                                                 |
| -------- | ------------------ | ------ | ---- | ------------- | ------------------------------ | -------------------- | ---------------------------------------------------- |
| 第一匹   | Amdire Groove      | 2000   | 雌   | 週日寧靜      | 栗東・橋田滿                   | 近藤利一             | 21戰8冠1亞3季（退役・繁殖） 分級賽5勝、內含一級賽2勝 |
| 第二匹   | Into the Groove    | 2001   | 雌   | 週日寧靜      | 栗東・伊藤雄二 →栗東・梅田智之 | Sunday Racing Co Ltd | 14戰4冠3亞1季（退役・繁殖）                          |
| 第三匹   | Samurai Heart      | 2002   | 雄   | 週日寧靜      | 栗東・伊藤雄二 →栗東・池江泰壽 | Sunday Racing Co Ltd | 5戰3冠0亞0季（退役・種馬）                           |
| 第四匹   | Sonic Groove       | 2003   | 雌   | French Deputy |                                | Sunday Racing Co Ltd | （未出戰・繁殖）                                     |
| 第五匹   | Thesunday Fusaichi | 2004   | 雄   | 夜舞          | 栗東・池江泰壽 →栗東・松田國英 | 關口房朗 →林進       | 41戰3冠3亞4季（退役・種馬）                          |
| 第六匹   | Portofino          | 2005   | 雌   | 大洋船        | 栗東・角居勝彥                 | Sunday Racing Co Ltd | 9戰3冠0亞0季（退役・繁殖）                           |
| 第七匹   | 貴人善忘           | 2006   | 雄   | 夜舞          | 栗東・池江泰郎 →栗東・池江泰壽 | 金子真人控股         | 32戰4冠3亞2季（退役） 分級賽2勝                      |
| 第八匹   | 統治地位           | 2007   | 雄   | 夏威夷王      | 栗東・角居勝彥                 | Sunday Racing Co Ltd | 20戰8冠2亞4季（退役・種馬） 分級賽5勝、內含一級賽1勝 |
| 第九匹   | Gullveig           | 2008   | 雌   | 大震撼        | 栗東・角居勝彥                 | Sunday Racing Co Ltd | 11戰5冠2亞1季（退役・繁殖） 分級賽1勝                |
|          | （未配種）         |        |      |               |                                |                      |                                                      |
| 第十匹   | Last Groove        | 2010   | 雌   | 大震撼        | 栗東・藤原英昭                 | 山本英俊             | 1戰1冠0亞0季（退役・繁殖）                           |
|          | （流產）           |        |      | 大震撼        |                                |                      |                                                      |
|          | （受胎失敗）       |        |      | 無敵先鋒      |                                |                      |                                                      |
| 第十一苉 | Chopin             | 2013   | 雄   | 夏威夷王      | 栗東・角居勝彥                 | 窪田康志             | 32戰3冠3亞6季（退役）                                |

## 血統簡介
父系爲愛爾蘭生產的意大利賽駒東來兵，曾勝出凱旋門大賽，退役後於日本配種，和週日寧靜及百仁時間被一同稱爲改變日本賽馬的三匹種馬。祖父Kampala爲英國賽駒，生涯戰績不俗，曾勝出三級賽。
母系Dyna Carle爲日本賽駒，生涯戰績優秀，曾於1983年勝出優駿牝馬。外祖父北方風味爲加拿大賽駒，於當地有不俗的戰績，退役後被社台集團引進日本作爲配種馬使用，於週日寧靜引入前一度爲日本最成功的種馬，於與當時象徵牧場的巴索隆齊名。

### 血統表
| 父線：Zeddaan系（Grey Sovereign系）                          |                               |               |               |
| 種馬 東來兵 1983年（棗色）                                   | Kampala 1976年（栗色）        | Kalamoun      | Zeddaan       |
| 種馬 東來兵 1983年（棗色）                                   | Kampala 1976年（栗色）        | Kalamoun      | Khairunissa   |
| 種馬 東來兵 1983年（棗色）                                   | Kampala 1976年（栗色）        | State Pension | Only for Life |
| 種馬 東來兵 1983年（棗色）                                   | Kampala 1976年（栗色）        | State Pension | Lorelei       |
| 種馬 東來兵 1983年（棗色）                                   | Severn Bridge 1965年（棗色）  | Hornbeam      | Hyperion      |
| 種馬 東來兵 1983年（棗色）                                   | Severn Bridge 1965年（棗色）  | Hornbeam      | Thicket       |
| 種馬 東來兵 1983年（棗色）                                   | Severn Bridge 1965年（棗色）  | Priddy Fair   | Preciptic     |
| 種馬 東來兵 1983年（棗色）                                   | Severn Bridge 1965年（棗色）  | Priddy Fair   | Campanette    |
| 繁殖雌馬 Dyna Carle 1980年（棗色）                           | 北方風味 1971年（栗色）       | 北地舞人      | 新北區        |
| 繁殖雌馬 Dyna Carle 1980年（棗色）                           | 北方風味 1971年（栗色）       | 北地舞人      | Natalma       |
| 繁殖雌馬 Dyna Carle 1980年（棗色）                           | 北方風味 1971年（栗色）       | Lady Victoria | Victoria Park |
| 繁殖雌馬 Dyna Carle 1980年（棗色）                           | 北方風味 1971年（栗色）       | Lady Victoria | Lady Angela   |
| 繁殖雌馬 Dyna Carle 1980年（棗色）                           | Shadai Feather 1973年（棗色） | Guersant      | Bubbles       |
| 繁殖雌馬 Dyna Carle 1980年（棗色）                           | Shadai Feather 1973年（棗色） | Guersant      | Montagnana    |
| 繁殖雌馬 Dyna Carle 1980年（棗色）                           | Shadai Feather 1973年（棗色） | Peroxide      | Never Say Die |
| 繁殖雌馬 Dyna Carle 1980年（棗色）                           | Shadai Feather 1973年（棗色） | Peroxide      | Feather Ball  |
| 雌系：號族：8-f                                              |                               |               |               |
| 五代內近親交配：Hyperion 4×5、Lady Angela 4×5、Nasrullah 5×5 |                               |               |               |

## 命名由來
名字中，Air（エア）是馬主吉原貞敏、吉原每文父子的冠名，出自NBA球星米高·佐敦的別名，亦有佛教中代表「空」的含意，Groove（グルーヴ）則帶有律動、鼓舞等意思，因而兩者結合則是「空中律動」。香港方面，則直接望文生義，翻譯為「氣槽」。

## 外部連結
- 氣槽 netkeiba.com （页面存档备份，存于）
- 血統表 （页面存档备份，存于）